# Nemesis Glacier
Nemesis Glacier är en glaciär i Antarktis. Den ligger i Östantarktis. Australien gör anspråk på området. Nemesis Glacier ligger 973 meter över havet.
Terrängen runt Nemesis Glacier är kuperad åt sydost, men åt nordväst är den platt. Trakten är obefolkad. Det finns inga samhällen i närheten.